# Speisebohnenkäfer
Der Speisebohnenkäfer (Acanthoscelides obtectus), auch bekannt als Bohnenkäfer, ist eine Blattkäfer-Art aus der Unterfamilie der Samenkäfer (Bruchinae).
Während einige verwandte Arten Hülsenfrüchte nur im Freiland befallen, kann sich der Speisebohnenkäfer auch in gelagerten Vorräten verschiedener Hülsenfrüchte vermehren und gilt daher in der Landwirtschaft als Vorratsschädling.

## Merkmale
Speisebohnenkäfer können 3,2 bis 4,0 Millimeter lang werden und leben in Vorräten oder im Freien. Der Körper ist vorwiegend schwarz gefärbt, das Abdomen (einschließlich des Pygidiums) meist rot. Rötlich sind auch die vier ersten und das letzte Antennenglied und die Beine, mit Ausnahme der braunen Unterseite der Schenkel. Der Körper einschließlich der Flügeldecken ist durch eine feine und dichte Behaarung (Vestitur) gelbbraun überzogen, auf den Flügeldecken sind darin in der Regel drei unscharf begrenzte braune Querbänder eingelagert. Charakteristisch sind die Deckflügel, die den Hinterleib (Pygidium) nicht ganz bedecken, diese sind zusammen etwas länger als breit. Sie tragen flache, nahezu gerade Punktstreifen (Striae) mit etwas langgestreckter Punktur, deren ungerade Zwischenräume (mit Ausnahme des Nahtstreifens) ein wenig breiter sind als die geradzahligen. Der dritte und vierte Streifen tragen basal kleine Zähnchen. Der Halsschild ist dreieckig-glockenförmig, seine Oberfläche durch ein feines Grübchenmuster skulpturiert. Nahe der Hinterecken sitzt jeweils ein flacher Eindruck. Am Hinterschenkel befinden sich jeweils drei Zähne und die Füße bestehen aus vier Fußsegmenten. Die Geschlechter sind an der Ausbildung des fünften Hinterleibssterniten unterscheidbar: Dieser ist beim Männchen tief ausgerandet, beim Weibchen nur flach. Frisch geschlüpfte Larven besitzen Beine, spätere Stadien sind beinlos.

## Vorkommen
Die Käfer und ihre Larven befallen Samen von Hülsenfrüchtlern (Fabaceae). Primärer Wirt der ursprünglichen Vorkommen in Amerika sind (Neuwelt-)Bohnen der Gattung Phaseolus. Daneben werden Samen einer Vielzahl anderer Arten angenommen, darunter Straucherbse, Kichererbse, Sojabohne, Helmbohne, Saat-Platterbse, Linse, Erbse, Ackerbohne, Mattenbohne, Mungbohne, oder Spargelbohne. Der Speisenbohnenkäfer wurde in Europa durch importierte Bohnen eingeschleppt. Er ist inzwischen überall in Europa verbreitet. Eine einzelne Bohne kann bis zu 30 Käfer enthalten. Der Speisebohnenkäfer legt die Eier nicht nur auf frischen Bohnen, sondern auch auf Trockenbohnen und anderen Hülsenfrüchten ab.

## Biologie
Die frei lebenden Käferweibchen legen ihre Eier an die Bohnen, wobei sie nicht die Hülsen, sondern die Bohnensamen selbst bevorzugen. Neben frei liegenden Samen belegen sie solche an der Pflanze durch teilweise geöffnete Hülsen. Daneben nagen sie auch selbst Löcher durch die Hülsenwand oder -naht. Aus dem Ei schlüpft eine Larve mit Beinen, die sich in die Samen der Bohne hinein frisst. Die Generationsrate hängt von der Temperatur ab, unter günstigen Bedingungen werden bis zu fünf Generationen pro Jahr gebildet.
Populationen des Speisebohnenkäfers haben einen charakteristischen Geruch, der auf einen Ester zurückzuführen ist, welcher vermutlich als Pheromon fungiert. Es handelt sich dabei um den allenischen Ester (-)Methyl-n-tetradeca-trans-2,4,5-trienoat, der von den männlichen Individuen gebildet wird.

## Galerie

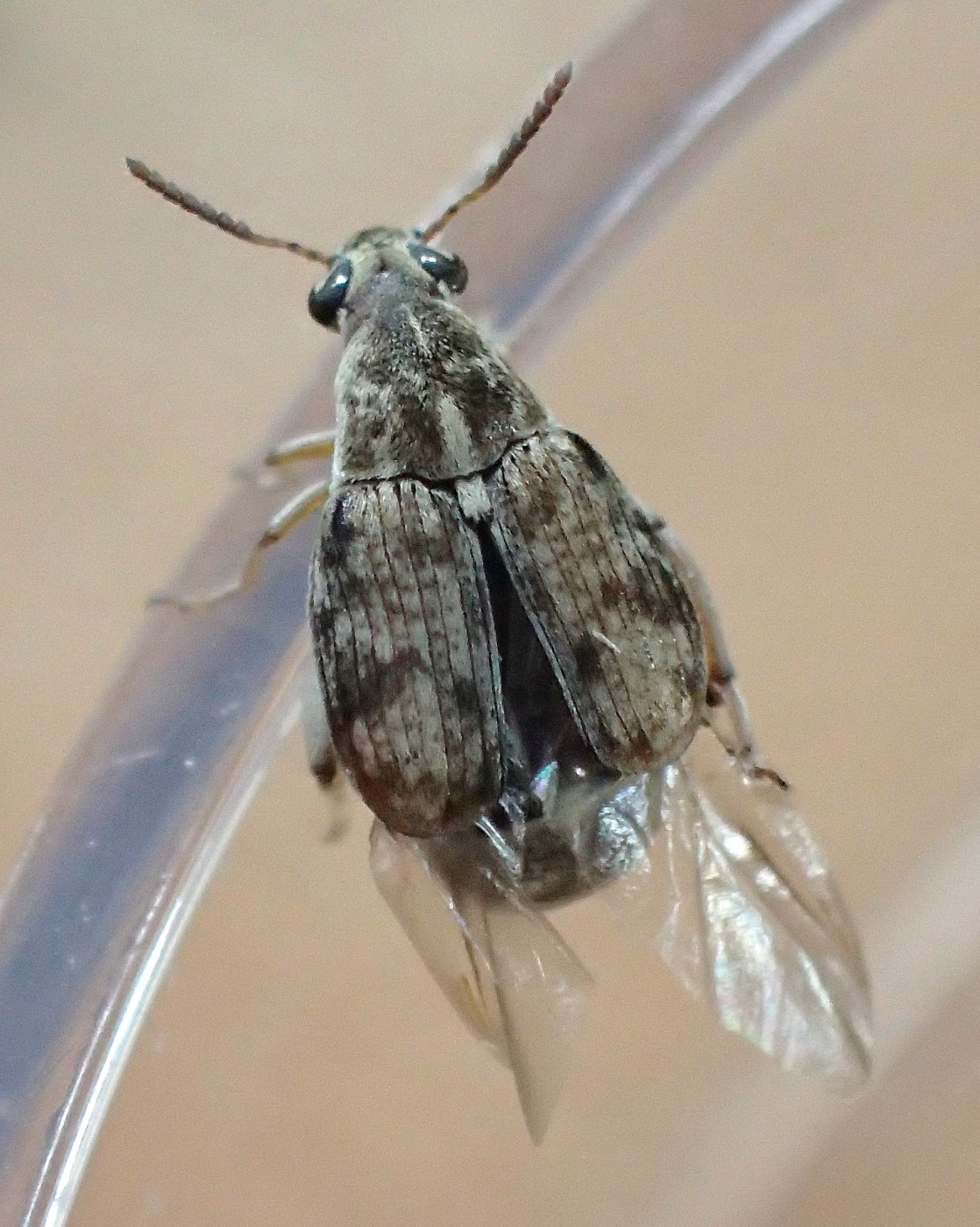
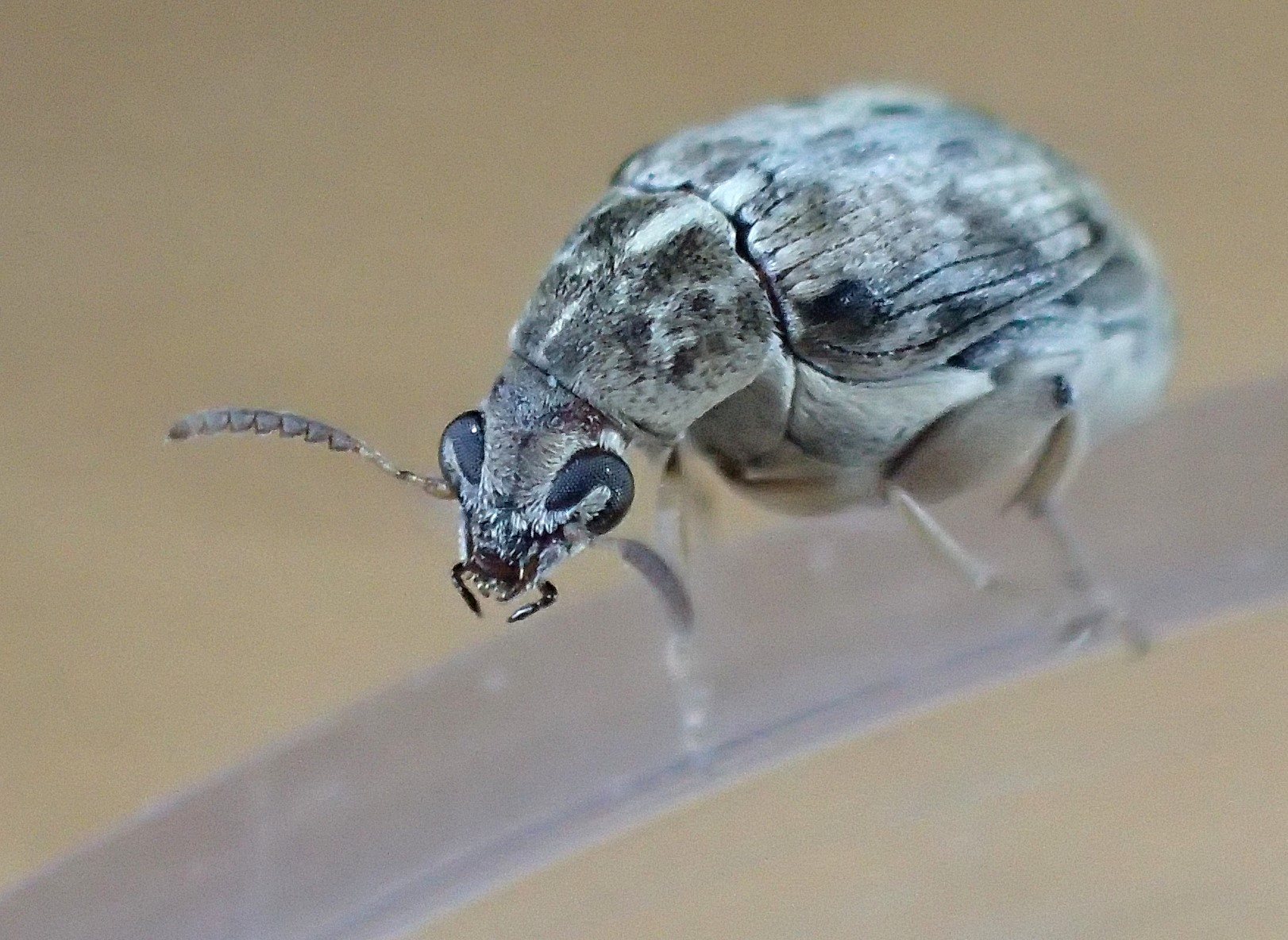
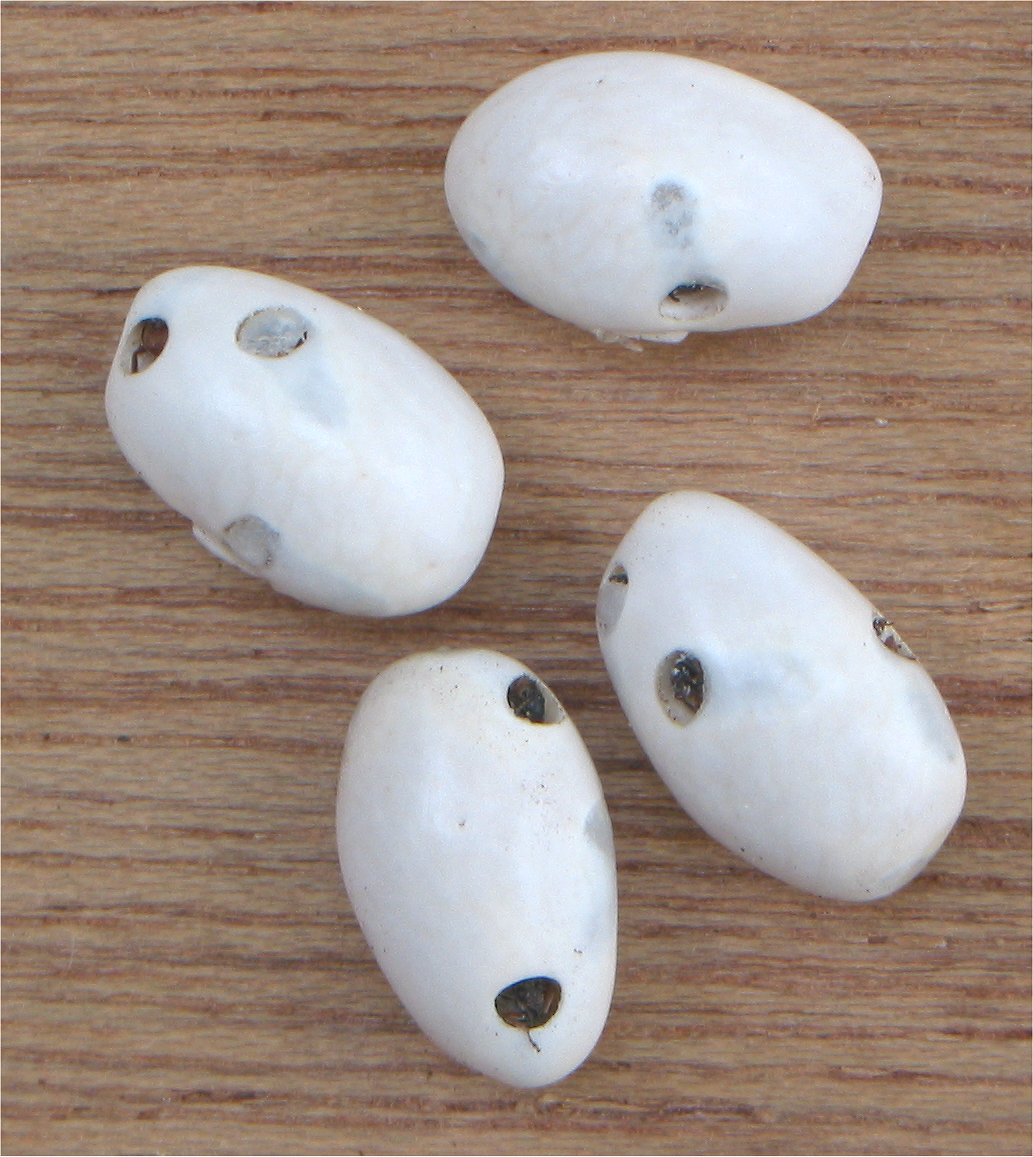
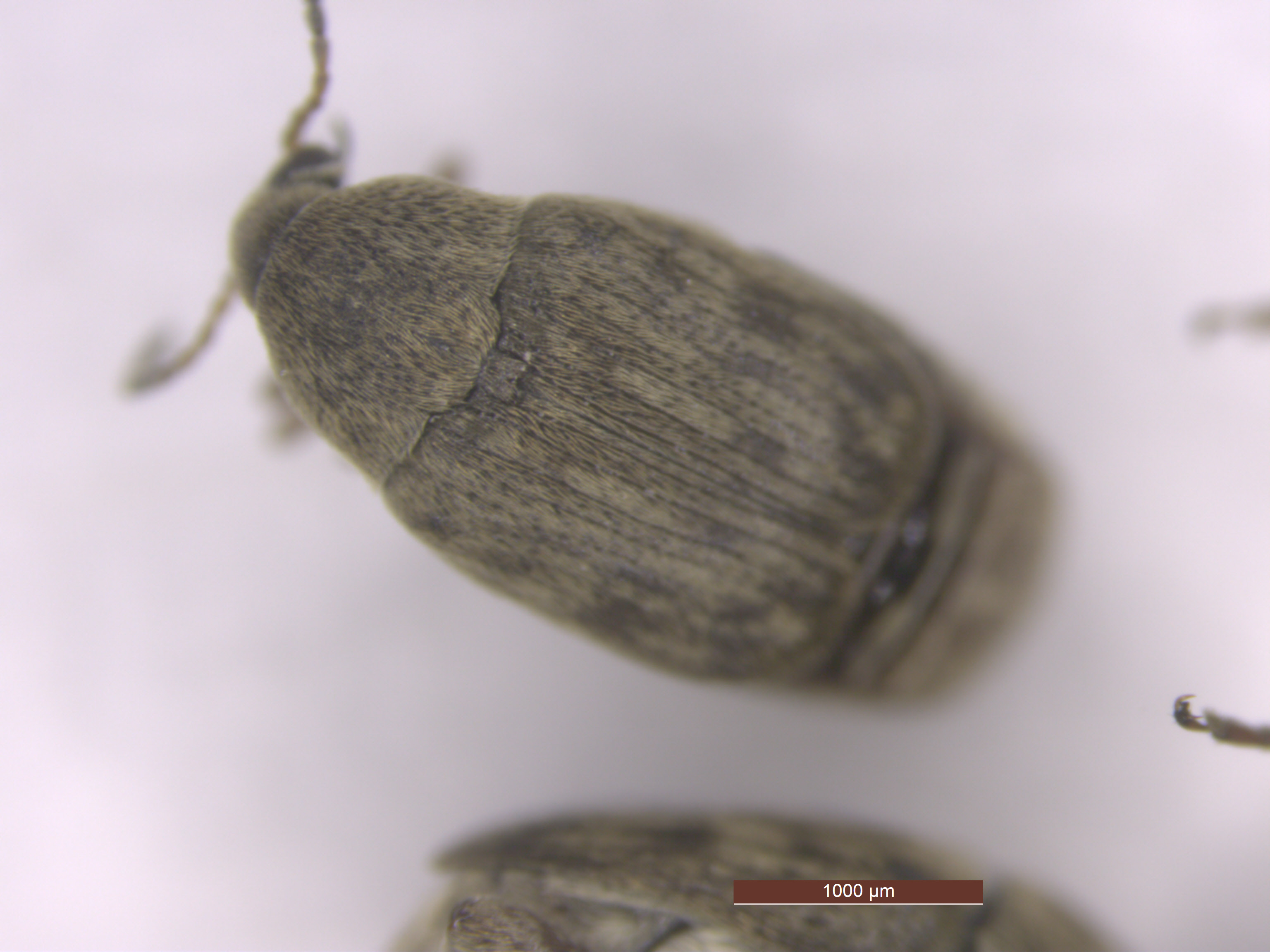
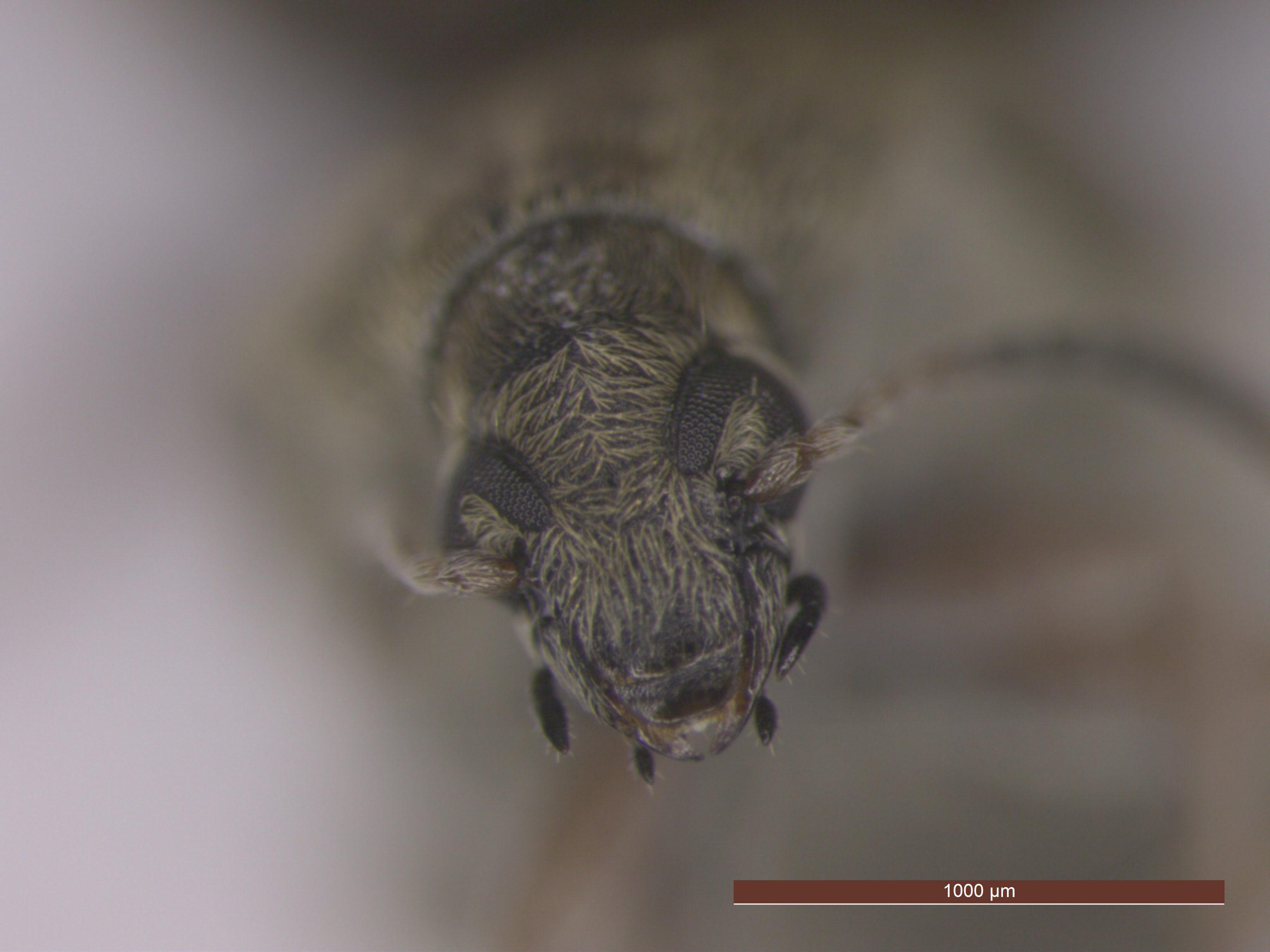
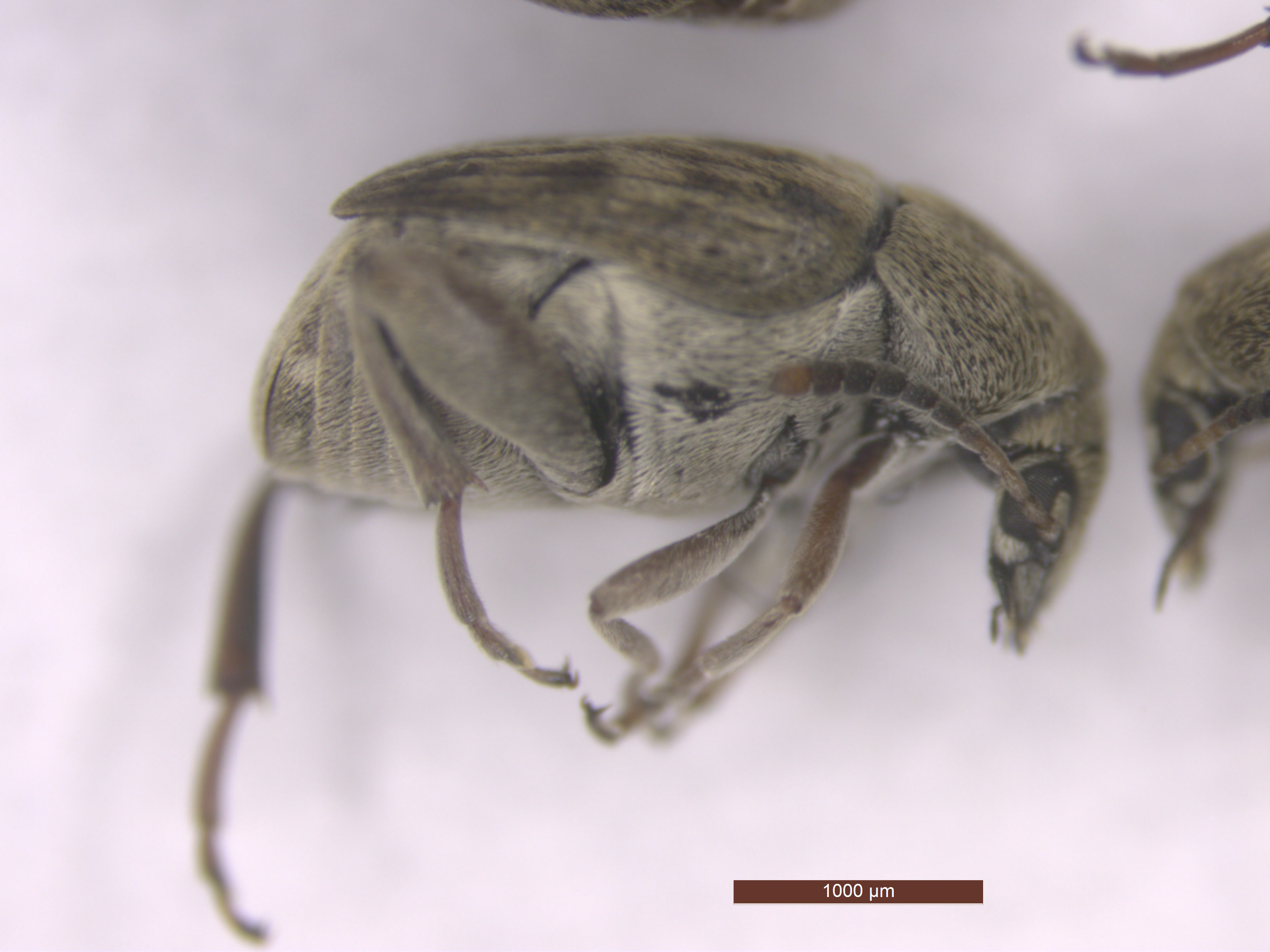
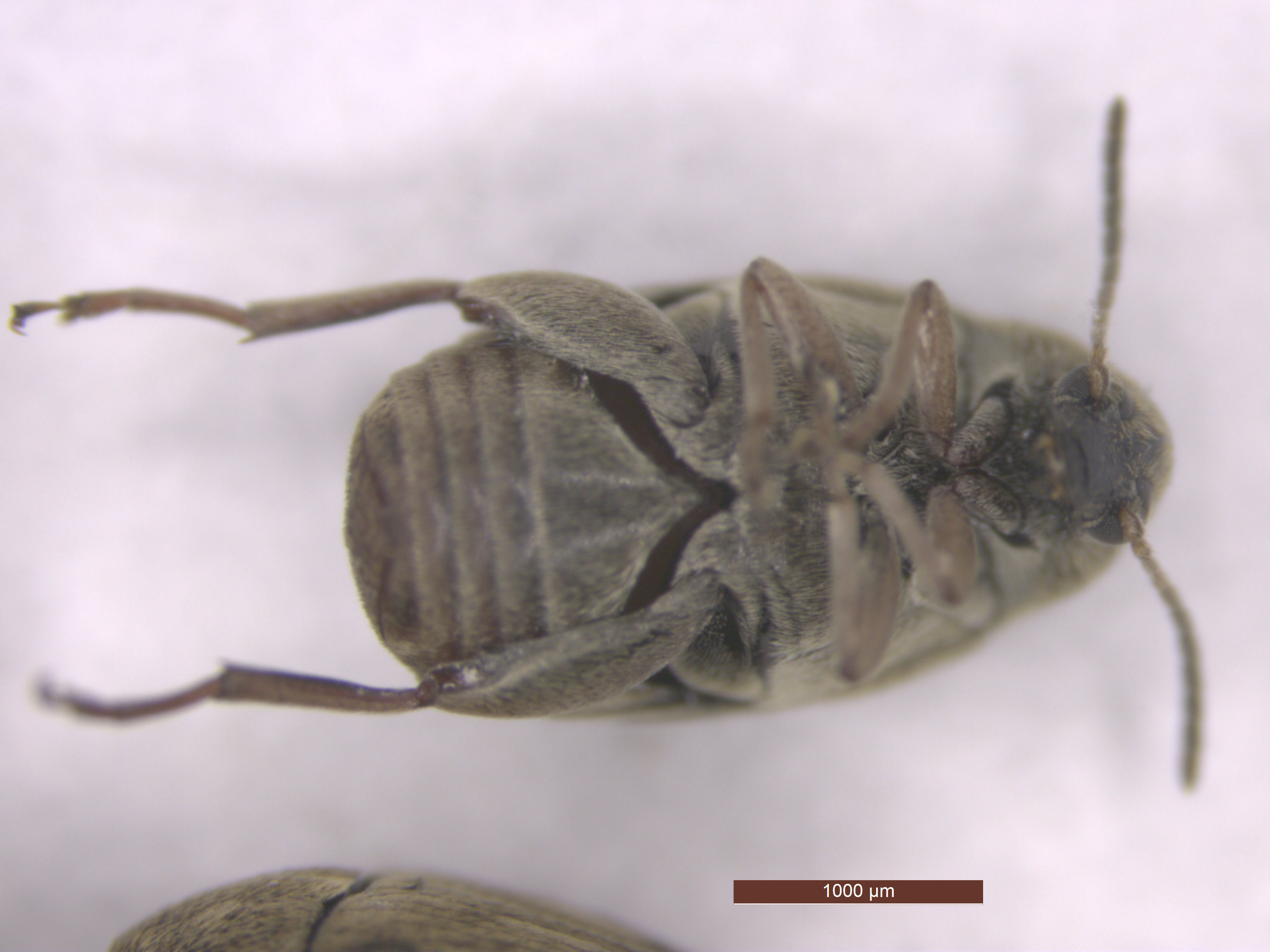

## Belege
- John M. Kingsolver: Handbook of the Bruchidae of the United States and Canada (Insecta, Coleoptera). United States Department of Agriculture, Agricultural Research Service Technical Bulletin Number 1912, November 2004. download

1. ↑  Julius Kühn-Institut: Bestimmungshilfe für Schaderreger: Schädlingsporträt Speisebohnenkäfer. Archiviert vom Original (nicht mehr online verfügbar) am 20. Juni 2018; abgerufen am 20. Februar 2017.
2. 1 2 3  K. W. Harde, F. Severa: Der Kosmos Käferführer: Die Käfer Mitteleuropas, 6. Auflage. Franckh-Kosmos, Stuttgart 2009, ISBN 978-3-440-12364-5
3. 1 2 3  M. Chinery: Pareys Buch der Insekten, 2. Auflage. Franckh-Kosmos, Stuttgart 2012, ISBN 978-3-440-13289-0
4. ↑  Acanthoscelides obtectus bei Fauna Europaea. Abgerufen am 3. Mai 2013
5. ↑  A. Szentesi: Pheromone-like substances affecting host-related behaviour of larvae and adults in the dry bean weevil, Acanthoscelides obtectus. Ent. Exp. & Appl., 1981
6. ↑  D. F. Horler: (-)Methyl n-tetradeca -trans-2,4,5-trienoate, an allenic ester produced by the male dried bean beetle, Acanthoscelides obtectus (Say), Journal of the Chemical Society. Vol. 1970, 1970